# 中華人民共和国国家安全法
中華人民共和国国家安全法（ちゅうかじんみんきょうわこくこっかあんぜんほう、簡体字中国語: 中华人民共和国国家安全法、繁体字中国語: 中華人民共和國國家安全法）は安全保障に関連して制定された中華人民共和国の法律。

## 施行

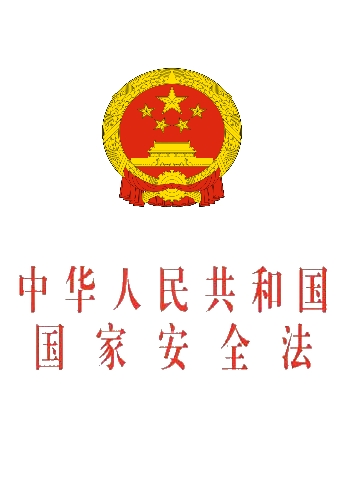
中華人民共和国国家安全法

中国国内の政治・経済的安定および中国の対外的な安全保障に関わる各分野について定める。

## 取り締まり
施行直後の2015年7月9日、中国当局は中国本土で活動家ら数百人を一斉に拘束した（7・9事件）。拘束された活動家の中には国家政権転覆罪で実刑判決を受けた人権派弁護士も含まれている。
法律の施行以降、民主や自由を求める活動が弾圧され、出版やインターネットなど言論への規制も強化された。

## 香港への適用
2020年5月、全国人民代表大会（全人代）で、香港に「国家安全法」を整備する決定が採択された。この決定をめぐっては、香港での言論の自由や政府に対する抗議活動が押さえつけられるという懸念の声があるほか、香港の高度な自治を保障した「一国二制度」を踏みにじるものだとする批判も出ている 。 「香港国家安全維持法」 案は2020年6月に可決された。